# 米勒縣 (喬治亞州)
米勒县（英語：Miller County）是美國喬治亞州西南部的一個縣。面積735平方公里。根據美國2000年人口普查，共有人口6,383人。縣治科爾奎特（Colquitt）。
成立於1856年2月26日。本縣紀念律師、政治家、喬治亞醫學院院長安德魯·米勒。